# Моріта Томомі
Моріта Томомі (22 серпня 1984) — японський плавець.
Призер Олімпійських Ігор 2004 року, учасник 2008 року.
Призер Чемпіонату світу з водних видів спорту 2005, 2007 років.
Призер Пантихоокеанського чемпіонату з плавання 2002, 2006 років.
Призер Азійських ігор 2002 року.